# Travessia de Beale
Travessia de Beale era uma travessia fluvial sobre o Rio Colorado, perto do Mohave Valley, entre o Território do estado americano do Novo México (hoje Arizona) e a Califórnia, ao longo da 35ª rota paralela da Estrada do vagão de Beale. A travessia foi localizada no que se tornou o local de Fort Mohave no que é hoje Fort Mohave, Arizona e a oeste de Beaver Lake, Nevada. A travessia recebeu o nome de Edward Fitzgerald Beale, que liderou a expedição que construiu o que veio a ser chamado de Beale's Wagon Road em Albuquerque, Novo México para Beale's Crossing, na Califórnia, depois pela Mohave Trail/Old Spanish Trai e outra rota antiga a oeste do Rio Mojave para Fort Tejon, Califórnia.

## História
A travessia de Beale foi no início exatamente o local em que a expedição de Beale nadou com seus camelos, cavalos e mulas a oeste através do rio Colorado e transportou suas mercadorias em jangadas. Os primeiros trens de vagão pioneiros que logo seguiram a estrada de Beale até a travessia cortaram árvores ao longo da margem do rio para fazer jangadas. Essas árvores eram aquelas cuja casca o povo Mohave usava como roupas, e esses colonos as derrubavam sem permissão e provocavam uma retaliação que desencadeou a Guerra dos Mohave.
Durante a Guerra de Mohave, o Camp Colorado, mais tarde renomeado para Fort Mohave, foi estabelecido na margem leste do Colorado no cruzamento e uma balsa operada depois disso, servindo tráfego na Mojave Road, a rota de suprimento governamental de Los Angeles que terminava em Fort Mohave. De lá, a estrada Wagon da Beale passou para o leste, passando pelo Union Pass, até a primavera de Beale e o interior do norte do território do Novo México, até Fort Defiance, Zuni Pueblo e Albuquerque.
A balsa em Fort Mohave aparece ainda em uso na reimpressão de setembro de 1911 da US Geological Survey, Reconnaissance Map, Arizona, Nevada, Califórnia, Camp Mohave Sheet, edição de março de 1892, reimpressa.